# بادهوفه‌دورپ
بادهوفه‌دورپ (به هلندی: Badhoevedorp) یک منطقهٔ مسکونی در هلند است که در هارلمرمیر واقع شده‌است. بادهوفه‌دورپ c نفر جمعیت دارد.